# المحل (حجة)
المحل هي إحدى قرى الجمهورية اليمنية. وهي تتبع جغرافيًا لمحافظة حجة. وإداريًا لمديرية عبس. يبلغ تعداد سكانها 1076 نسمة حسب الإحصاء الذي جرى عام 2004م.